# Canton du Montet
Le canton du Montet est une ancienne division administrative française située dans le département de l'Allier et la région Auvergne.

## Géographie
Ce canton était organisé autour du Montet dans l'arrondissement de Moulins. Son altitude variait de 214 m (Châtel-de-Neuvre) à 499 m (Deux-Chaises) pour une altitude moyenne de 409 m.

## Histoire
Le canton s'appelait "Le Montet-aux-Moines" à la fin du XIXe siècle.
Le redécoupage des cantons du département de l'Allier supprime ce canton à partir des élections départementales de 2015.
Avant le décret du 27 février 2014, la commune du Montet était connue pour être le plus petit chef-lieu de canton de France avec une superficie de 1,77 km2.
À la suite du décret du 27 février 2014, le canton fusionne avec celui de Souvigny, fin mars 2015, pour les élections départementales de 2015.

## Représentation

### Conseillers généraux de 1833 à 2015
| Période | Période                    | Identité                                 | Étiquette                    | Qualité |
| ------- | -------------------------- | ---------------------------------------- | ---------------------------- | --- |
| 1833    | 1836                       | M. Raynaud                               |                              | Propriétaire - Maire de Saint-Sornin |
| 1836    | 1858                       | Gilbert Gueston                          |                              | Propriétaire - Maire du Montet, conseiller d'arrondissement |
| 1858    | 1871 (décès)               | Gilbert Louis Amédée Thônier (1800-1871) |                              | Maire de Rocles, conseiller d'arrondissement |
| 1871    | 1878 (démission)           | Théodore Labruyère                       |                              | Agriculteur Propriétaire et maire de Cressanges |
| 1878    | 1892                       | Gabriel Seuillet                         | Gauche                       | Avocat - Propriétaire et maire de Tréban |
| 1892    | 1904                       | Henry Pinguet (1861-1937)                | Républicain Radical puis PSR | Ancien instituteur à Reugny Directeur de L'Indépendant de l'Allier |
| 1904    | 1910 (décès)               | Frédéric Forichon (1840-1910)            | Rad.                         | Docteur en médecine Maire du Montet, conseiller d'arrondissement |
| 1910    | 1920 (décès)               | Gilbert Petitalot                        | Rad.                         | Propriétaire et maire du Theil, conseiller d'arrondissement |
| 1920    | 1934                       | Gilbert Durand (1876-1961)               | SFIO puis PC-SFIC            | Vigneron et tonnelier Conseiller municipal de Châtel-de-Neuvre puis maire de Doyet, conseiller d'arrondissement                                                                                                |
| 1934    | 1938 (décès)               | Jules Delubac (1873-1938)                | PC-SFIC                      | Cultivateur Adjoint au maire de Treban, conseiller d'arrondissement |
| 1938    | 1940 (déchu de son mandat) | Alphonse Chaubiron (1905-1982)           | PC-SFIC                      | Cultivateur Maire de Rocles Révoqué par le Décret Daladier |
|         |                            |                                          |                              | |
| 1942    | 1945                       | Arthur Brun                              |                              | Maire du Montet Nommé conseiller départemental en 1942 |
|         |                            |                                          |                              | |
| 1945    | 1949                       | Alphonse Chaubiron                       | PCF                          | Cultivateur Maire de Rocles |
| 1949    | 1961                       | Roger Berthon (1919-1981)                | PCF                          | Cultivateur à Cressanges puis épicier à Bourbon-l'Archambault Élu en 1961 dans le canton de Bourbon-l'Archambault                                                                                              |
| 1961    | 1992                       | Yvan Déternes (1927-2013)                | PCF                          | Cultivateur à Tronget |
| 1992    | 2004                       | Yves Simon                               | DVD puis UMP                 | Technicien supérieur à la D.D.A.F. Député de 2002 à 2007 Maire de Meillard depuis 1989 |
| 2004    | 2015                       | Marie-Françoise Lacarin                  | PCF                          | Conseillère agricole chargée de la formation Conseillère municipale de Cressanges puis maire de Cressanges depuis 2014 Vice-présidente du Conseil général Elue en 2015 dans le canton de Bourbon-l'Archambault |

### Conseillers d'arrondissement (de 1833 à 1940)
| Période      | Période | Identité                                 | Étiquette   | Qualité |
| ------------ | ------- | ---------------------------------------- | ----------- | --- |
| 1833         | 1836    | Gilbert Gueston                          |             | Propriétaire au Montet                                                                                      |
| 1836         | 1848    | Gilbert Louis Amédée Thônier (1800-1871) |             | Maire de Rocles                                                                                             |
|              |         |                                          |             | |
| av.1883      | 1889    | Gilbert-Jules Brunat                     | Républicain | Propriétaire agriculteur à Saint-Sornin                                                                     |
| 1889         | 1895    | Jules Parent (1837-1911)                 | Républicain | Maire de Cressanges                                                                                         |
| 1895         | 1904    | Frédéric Forichon                        | Républicain | Docteur en médecine, maire du Montet                                                                        |
| 1904         | 1910    | Gilbert Petitalot (1852-1920)            | Radical     | Boulanger, marchand de vins, maire du Theil                                                                 |
| 16 oct. 1910 | 1913    | Jules Loiseau                            | SFIO        | Maréchal-ferrant à Tronget                                                                                  |
| 1913         | 1920    | Gilbert Durand                           | SFIO        | Vigneron et tonnelier, conseiller municipal de Châtel-de-Neuvre                                             |
| 1920         | 1925    | Gilbert Billon (1874-1935)               | PC-SFIC     | Cultivateur, maire de Meillard (1919-1925)                                                                  |
| 1925         | 1934    | Jules Delubac                            | PC-SFIC     | Cultivateur, adjoint au maire de Treban                                                                     |
| 1934         | 1940    | Étienne Chalmin (1883-1946)              | PC-SFIC     | Cultivateur, conseiller municipal de Cressanges                                                             |
| 1937         | 1940    | Roger Billon (1908-2000)                 | PC-SFIC     | Cultivateur, conseiller municipal de Treban Révoqué par le Décret Daladier                                  |
| 1940         |         |                                          |             | Les conseils d'arrondissement ont été suspendus par la loi du 12 octobre 1940 et n'ont jamais été réactivés |

Sources : Archives départementales de l'Allier, rubrique "Presse" - https://archives.allier.fr/archives-en-ligne/presse?arko_default_63e27309704a6--ficheFocus=

## Composition
Le canton du Montet regroupait onze communes et comptait 5 115 habitants (recensement de 2012, population municipale).
| Nom                   | Code Insee | Intercommunalité                 | Superficie (km2) | Population (dernière pop. légale) | Densité (hab./km2) |
| --------------------- | ---------- | -------------------------------- | ---------------- | --------------------------------- | ------------------ |
| Le Montet (chef-lieu) | 03183      | CC du Bocage Bourbonnais         | 1,77             | 478 (2014)                        | 270                |
| Châtel-de-Neuvre      | 03065      | CC du Bocage Bourbonnais         | 19,34            | 560 (2014)                        | 29                 |
| Châtillon             | 03069      | CC du Bocage Bourbonnais         | 12,90            | 320 (2014)                        | 25                 |
| Cressanges            | 03092      | CC du Bocage Bourbonnais         | 41,76            | 644 (2014)                        | 15                 |
| Deux-Chaises          | 03099      | CC du Bocage Bourbonnais         | 41,01            | 411 (2014)                        | 10                 |
| Meillard              | 03169      | CC du Bocage Bourbonnais         | 25,48            | 304 (2014)                        | 12                 |
| Rocles                | 03214      | CC du Bocage Bourbonnais         | 21,66            | 394 (2014)                        | 18                 |
| Saint-Sornin          | 03260      | CC du Bocage Bourbonnais         | 19,44            | 232 (2014)                        | 12                 |
| Le Theil              | 03281      | CC Saint-Pourçain Sioule Limagne | 28,92            | 409 (2014)                        | 14                 |
| Treban                | 03287      | CC du Bocage Bourbonnais         | 25,63            | 399 (2014)                        | 16                 |
| Tronget               | 03292      | CC du Bocage Bourbonnais         | 31,06            | 914 (2014)                        | 29                 |

## Démographie
| 1962  | 1968  | 1975  | 1982  | 1990  | 1999  | 2006  | 2011  | 2012  |
| ----- | ----- | ----- | ----- | ----- | ----- | ----- | ----- | ----- |
| 6 958 | 6 499 | 5 825 | 5 528 | 5 238 | 4 966 | 4 957 | 5 107 | 5 115 |